# 仁田和伸
仁田 和伸（にった かずのぶ、1979年12月26日 - ）は、日本のお笑い芸人。「ニッタロビンソン」の芸名も用いる。

## 経歴・人物
- 高校卒業後は約6カ月間オーストラリアに留学[3]。帰国後に大阪で高校の同級生の船越哲志（現・笑福亭希光）[4][1]と一緒にお笑い養成所に入る。その同級生と『アイムスクリーム』というコンビで約6年間活動[3][1]。大阪時代は松竹芸能に所属していた[5]。
- その後2006年頃に相方と一緒に上京する[5]。しかし上京してすぐに解散[3]。相方は落語家に転身。
- 2006年6月11日に「奥谷まっちゃ」とお笑いコンビ『チキポン』を結成して活動し始める。しかし2007年12月31日で解散[6]。
- 2011年11月に一丁とお笑いコンビ『プラッチック』を結成。2021年2月12日で解散[7]。
- 以前は「ウエンズデー仁田」と言う芸名で活動していたが、SMA所属をきっかけに「ニッタロビンソン」に改名[8]。「ニッタロビンソン」はピン芸人としての芸名だったが、『プラッチック』以降はコンビの際にも使用している[9]。
- 趣味はパチスロでパチンコ、パチスロ関連の仕事も多い（PmartTVの公式HP、Ustream、ニコニコ動画、YouTubeで動画が公開されている）[10]。
- 2022年に元「かわはぎタンクトップ」のちょむと「ちょむロビンソン」を結成[11]。

## 出演番組

### テレビ
- コージー冨田のものパチJPN!!（テレビ神奈川、2012年7月26日）
- 玉かメダルか?（パチンコ★パチスロTV!、2015年4月- ）準レギュラー

### インターネット

#### PmartTV
- P's RANKIN（2011年11月07日、2012年2月6日）
- プラッチックのゲチェナッチョ（2012年3月 - 2012年9月)
- 一撃王 ニッタロビンソン（前編/2012年5月14日、後編/2012年5月28日）
- 豪腕番付 2012福島場所（2012年6月6日、6月8日）
- 駅彩闘（2012年6月15日、2012年7月28日、8月24日、9月28日、10月19日、2013年1月25日、2月15日、4月12日、5月17日）
- コージー冨田のものパチJPN!!（2012年7月27日）
- ニッタロビンソン実戦取材（2012年8月24日、9月3日）
- ヒノマル 名物店員を探せ!! ニッタロビンソン編（2012年9月24日）
- MONSTER BOX ニッタロビンソン（2012年10月19日）
- ニッタロビンソンのDashman（2012年10月31日、2013年1月11日 - 2014年12月15日、2015年6月15日、9月25日）※2013年以降は基本的に毎月1回配信
- 【パチンコプレイス】「LET'sパチデート」（2012年12月7日、2013年2月25日、5月22日）
- ニッタロビンソンのスロットスタイル（2012年12月24日、2013年3月13日、9月27日、2014年10月16日、12月6日/2つ、2015年2月4日、9月15日、2016年4月16日）
- 『ジュラクでGO！GO！』（2013年05月29日/2つ、7月12日/2つ、9月13日/2つ、10月15日/2つ）
- 「CR牙狼FINAL」「ぱちんこクロユリ団地」で対決!!『チームものパチVSチーム閉店パチンコ王決定戦!!』ものパチJPN!!（2013年7月5日）
- 【Yahoo!ロコパチンコ】ザ60ミニッツ（2013年7月5日、7月8日、8月23日/2つ）
- テレビで放送できなかったあのシーンを公開!ものパチJPN!!（2013年7月12日）
- IGO ニッタロビンソン（前編/2013年7月15日、後編/2013年7月29日）
- GOGO!BATTLE!（2013年7月24日、9月3日、9月18日、12月18日、2014年1月15日、2月19日）
- 決めろビクトリーモンキー（2013年9月19日、2014年7月4日）
- 【Mr.456がまた行く】in BOAT RACE福岡（2013年10月15日、10月26日）
- スロレス～回胴野郎の挑戦～（2013年11月22日）
- 第一回オリジナル番組 出演者オーディション（2013年11月26日/2つ）
- ものパチJPN!!WEB2014年1月（2013年12月27日/3つ、2014年1月10日/3つ）
- 秘密の交換日記 ニッタロビンソン編（2014年4月1日）
- 菜乃花勝負（2014年5月2日 - 5月30日、12月26日、2015年1月9日、5月7日 - 5月22日、2016年1月1日、1月8日、2017年1月13日、1月27日）※毎週1回更新
- USAスロットクラブ（2014年7月22日、10月20日）
- ボートレースツアー in 平和島（2014年8月12日）
- THE戦（2014年9月23日）
- 新台パチスロ「Dororonえん魔くん メ〜ラめら」を打ってみた。（2014年10月17日）
- A1GP10thシーズン（2016年2月18日）
- A1GP16thシーズン（2016年9月21日）
- つばめがサンキューというので打ちに来た（2017年3月29日）
- A1GP27thシーズン（2017年8月12日）

#### ニコニコ生放送
過去のレギュラー
- みんなのジャグラー生放送（2013年2月16日 - 2014年3月22日）※コンビで出演。毎月第四土曜日放送。PmartTVの番組
- 火曜プラッチック劇場(2013年5月7日 - 2014年2月25日) ※毎週火曜日に放送

単発
- コージー冨田のものパチJPN!!WEBスーパーライブ（2013年12月20日）
- R藤本の水曜はじけてまざれ!
  - R藤本の水曜はじけてまざれ乙!(2012年11月14日、2013年1月30日）
  - R藤本の水曜はじけてまざれ!Crystal（2015年2月24日）
  - R藤本の水曜はじけてまざれ越(OVER)!（2016年3月9日）
- 大崎一万発の本音で話せや!!（2017年10月23日）

#### その他のネット番組
- Dashman 目方でドン!（Ustream、2011年10月11日）※PmartTVの番組
- 伊藤真一のアブナイ話（Ustream、2012年1月27日）※PmartTVの番組
- ニッタロビンソンのゲチェナッチョ（Ustream、2012年2月14日）※PmartTVの番組
- RENちゃんZONE（Ustream、2012年3月27日）※PmartTVの番組
- ニッタロビンソンのアブナイ話（Ustream、2012年7月24日）※PmartTVの番組
- ハリウッドザコシショウと糞みてえなトークライブ♯38（YouTube、2014年1月12日）※何故かプラスチック仁田という表記になってる

## ライブ
- SMAトライアウトライブ

### 単独ライブ
- プラッチック単独ライブ「スージャオチュン」（新宿バイタス、2012年9月25日）

## 雑誌
- パチスロ実戦術DVD（2013年3月号～ガイドワークス）
- パチスロ実戦術DVDメガBB（vol.6～ガイドワークス）
- パチスロ実戦術DVDRUSH（vol.1～ガイドワークス）
- パチスロ実戦術DVDプレミアムBOX（vol.2～ガイドワークス）
- パチスロ実戦術メガMIX（vol.1ガイドワークス）
- ユニバーサル完全攻略（vol.2ガイドワークス）